# Beautiful Life (Shiggy Jr.の曲)
「Beautiful Life」（ビューティフル・ライフ）は、Shiggy Jr.の4枚目のシングル。2016年8月24日にUNIVERSAL SIGMA (Universal Music)より発売された。

## 概要
前作「恋したらベイベー」から3か月ぶりのシングル。DVDが付属される初回盤、CDのみの通常盤、CDとカセットテープが付属されている完全生産限定盤の3形態で発売。
PVは、キュウソネコカミのPVを手掛けている加藤マニが監督をしている。また俳優の坂城君が出演している。

## 収録内容
| #         | タイトル                                  | 作詞・作曲                              | 時間  |
| --------- | ----------------------------------------- | --------------------------------------- | ----- |
| 1.        | 「Beautiful Life」                        | 原田茂幸                                | 4:12  |
| 2.        | 「HELLO GOODBYE」                         | ジョン・レノン & ポール・マッカートニー | 3:22  |
| 3.        | 「Still Love You (royal mirrorball mix)」 | 原田茂幸                                | 5:56  |
| 合計時間: | 合計時間:                                 | 合計時間:                               | 13:30 |

| #  | タイトル                                 | 作詞 | 作曲・編曲 |
| -- | ---------------------------------------- | ---- | ---------- |
| 1. | 「Beautiful Life (Music Video)」         |      |            |
| 2. | 「The making of Music "Beautiful Life"」 |      |            |

### 楽曲解説
1. Beautiful Life
  - NHK Eテレアニメ『境界のRINNE』（第2シリーズ）後期エンディングテーマ
  - 富山テレビ『フルサタ!』2022年3月末オープニング・ジングルテーマ
2. HELLO GOODBYE
ビートルズが1967年に発表した楽曲のカバー。
3. Still Love You (royal mirrorball mix)
前作の3rdシングル「恋したらベイベー」のカップリングに収録されている楽曲を、松井寛がリミックスし、川口昌浩がミックスを行なっている。